# Desmodium pauciflorum
Desmodium pauciflorum là một loài thực vật có hoa trong họ Đậu. Loài này được (Nutt.) DC. miêu tả khoa học đầu tiên.